# René Temmink
Renatus Hendrikus Johannes „René“ Temmink (* 24. Juni 1960 in Deventer) ist ein ehemaliger niederländischer Fußballschiedsrichter.

## Sportlicher Werdegang
Temmink spielte zunächst selbst Fußball, als er einen nicht zu einem Spiel erscheinenden Schiedsrichter ersetzte. Anschließend pfiff er zunächst Jugendspiele, avancierte aber schnell zum Spielleiter im Erwachsenenbereich und leitete bereits am 31. Mai 1993 mit dem Spiel Sparta Rotterdam gegen Roda JC Kerkrade sein ersten Spiel in der Eredivisie. Zum 1. Januar 1995 wurde er auf die FIFA-Schiedsrichterliste übernommen, am 31. Mai 1995 leitete er mit dem nordischen Duell zwischen Finnland und Dänemark sein erstes A-Länderspiel. 
Temmink leitete mehrmals „De Klassieker“, das Duell zwischen Ajax Amsterdam und Feyenoord Rotterdam. Im Wettbewerb um den KNVB-Pokal 2001/02 stand er mit den Mannschaften von Ajax Amsterdam und FC Utrecht im Rotterdamer De Kuip am 12. Mai 2002 beim Finalspiel auf dem Feld, das der Amsterdamer Klub in der Verlängerung für sich entschied. Vier Jahre später holte Ajax Amsterdam im unter seiner Spielleitung stehenden Spiel um die Johan-Cruyff-Schale durch einen 3:1-Erfolg über die PSV Eindhoven diesen Titel.
Temmink, der regelmäßig in den Gruppenphasen respektive K.O.-Spielen der UEFA Champions League und des UEFA-Pokals eingesetzt wurde, übernahm die Leitung des Spiels um den UEFA Super Cup 2005 zwischen dem FC Liverpool und ZSKA Moskau am 26. August des Jahres. Die im Stade Louis II in Monaco ausgetragene Partie entschied der englische Klub in der Verlängerung zu seinen Gunsten.
Während Temmink auf Nationalmannschaftsebene die Turnierteilnahme im Erwachsenenbereich verwehrt blieb, leitete er bei Nachwuchsturnieren diverse Spiele. Bei der U-18-Europameisterschaft 1996 war er dabei am 30. Juli 1996 Spielleiter des Endspiels im Stade Léo-Lagrange zwischen dem siegreichen Gastgeber Frankreich und Spanien, das durch einen Treffer von Thierry Henry entschieden wurde.
Temmink agierte als Gastschiedsrichter in der französischen Ligue 1, wo er im Januar 2004 das Spiel AS Monaco gegen Olympique Lyon pfiff, sowie der belgischen Eerste klasse, in der er im Dezember 2005 das Spiel RSC Anderlecht gegen KAA Gent sowie im Oktober 2006 das Duell KAA Gent gegen Standard Lüttich.
Ende 2006 beendete Temmink seine aktive Laufbahn und übernahm administrative Rollen im Schiedsrichterwesen beim KNVB. Dabei kam er auch international als Schiedsrichterbeobachter in UEFA-Wettbewerben für Vereins- sowie Nationalmannschaften zum Einsatz.